# Kvádříkové zdivo

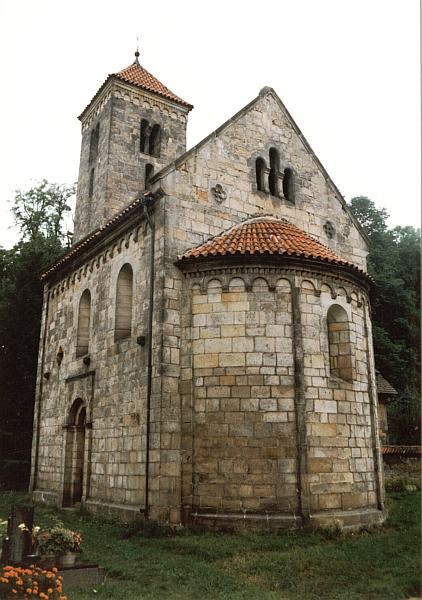
Kvádříkové zdivo použité na stavbu románského kostela Nanebevzetí Panny Marie v Mohelnici nad Jizerou

Kvádříkové (kvádrové) zdivo je druh zdiva z opracovaných kamenů, používaný v románském stavitelství.

## Charakteristika
Kámen (v českém prostředí zpravidla opuka) byl opracován na kvádr o výšce nejčastěji 8–24 cm a kladen na maltu do řádků. Výška jednotlivých řádků se lišila a někdy mohla kolísat i výška jednoho řádku (zvlněná vodorovná spára). Kvádříkové zdivo – na rozdíl od mnohem levnějšího lomového – většinou zůstávalo bez omítky.

## Užití
Kvádříkové zdivo se používalo u nákladnějších románských staveb. Typické je u rotund, obdélných kostelů a bazilik, hradeb (Soběslavovo opevnění Pražského hradu), paláců (falcí apod.); později i u měšťanských domů. U méně náročných staveb byla z kvádříků vyzděna pouze nároží a na vlastní zdi bylo použito zdivo lomové (neopracované kameny).